# Amir Zalani
Amir Zalani (* 4. Dezember 1996 in Singapur), mit vollständigem Namen Muhammad Amir bin Zalani, ist ein singapurischer Fußballspieler.

## Karriere
Amir Zalani erlernte das Fußballspielen in der Jugend von Home United. Mit der Mannschaft spielte er in der singapurischen Reserveliga, der Prime League. 2016 bestritt er vier Spiele für Home United in der ersten Liga, der Singapore Premier League. Am 1. Januar 2017 wechselte er zum Ligakonkurrenten Hougang United. Vom 1. Juli 2019 bis zum 10. Juni 2021 absolvierte er seinen Militärdienst. Nach Beendigung des Militärdienstes kehrte er zu Hougang zurück. Am 19. November 2022 stand er mit Hougang im Finale des Singapore Cup. Das Finale gegen die Tampines Rovers gewann man mit 3:2.

## Erfolge
Hougang United
- Singapore Cupsieger: 2022